# Iwan Rusiecki
Iwan Rusiecki (ur. 28 marca 1827 w Lipie) – ukraiński działacz społeczny, poseł do Sejmu Krajowego Galicji I kadencji (1861–1867) oraz Rady Państwa (1861–1865), włościanin z Lipy w powiecie Bircza, później wójt Lipy.
Syn Hryhorija Rusieckiego, wójta Lipy. W 1848 ożenił się z Anną Kość (zm. 1857), mieli jednego syna.
Wybrany w IV kurii obwodu Sanok, z okręgu wyborczego nr 26 Dobromil-Ustrzyki-Bircza.